# Symphyotrichum columbianum
Symphyotrichum columbianum là một loài thực vật có hoa trong họ Cúc. Loài này được (Piper) G.L.Nesom miêu tả khoa học đầu tiên.